# Skowronek (ogier)

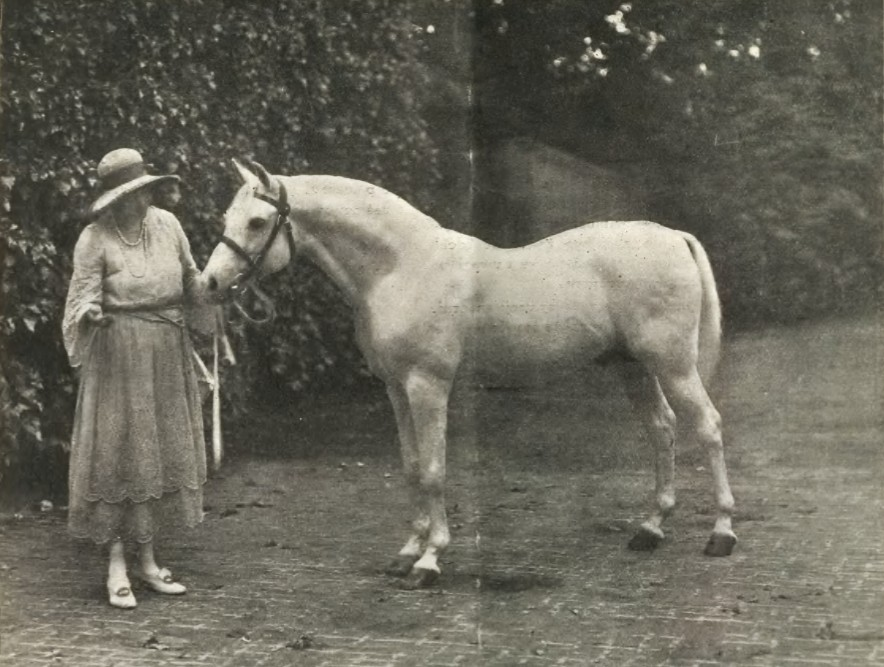
Lady Wentworth ze swym czempionem arabów Skowronkiem

Skowronek (ur. 1908 lub 1909, zm. luty 1930) – polski ogier czystej krwi arabskiej. Wyhodowany w stadninie w Antoninach przez hrabiego Józefa Potockiego. Syn klaczy Jaskółka i ogiera Ibrahim or.ar. Sprzedany do angielskiej stadniny w Crabbet Park. Zwycięzca wielu brytyjskich czempionatów. Jeden z najbardziej wpływowych reproduktorów arabskich na świecie. Jego potomstwo stanowiło filar hodowli koni arabskich na Węgrzech, w Hiszpanii, ZSRR, Brazylii, Syrii, Australii oraz Stanach Zjednoczonych.

## Życiorys

### Antoniny
Ojciec Skowronka, Ibrahim or.ar. został zakupiony przez hrabiego Potockiego w roku 1907 od arabskiego handlarza Hadżi Alego w Odessie, tam natomiast trafił on z hodowli szejka Beduinów Obdurahma Abdullaha w Hedjar (okolice Damaszku). Matka, Jaskółka, wyhodowana została w stadninie w Satanowie w roku 1891. Stanowił on więc skrzyżowanie krwi pustynnej ze starą polską linią żeńską.
Posiadał dwóch braci Jarząbka i Gołąbka, początkowo miał zostać razem z nimi sprzedany oddziałowi kozaków na Kaukazie. Przypadek spowodował jednak, że tak się nie stało. W roku 1913 hrabia zorganizował polowanie na żubra w swoim zwierzyńcu w Pilawinie. Przyjechał na nie amerykański milioner z Anglii, Walter Winans (zapłacił za to 1500 funtów). Po polowaniu zwiedzając antonińską stadninę oraz kupując zaprzęg koni, zobaczył Skowronka z braćmi. Od razu zdecydował się na jego kupno, po cenie 1500 rubli. 

### Wielka Brytania
Po sprowadzeniu Skowronka do Wielkiej Brytanii przez Waltera Winansa w roku 1913 został on rok później sprzedany panu Webb-Ware'owi, który używał go jako konia użytkowego. W roku 1919 został ponownie sprzedany, tym razem panu Musgrave Clarkowi. Prezentował on go na kilku pokazach koni, dzięki czemu Skowronek przykuł uwagę właścicielki stadniny Crabbet, Judith, damy Wentworth. W 1920 roku zakupiła go (pierwotnie miał zostać sprzedany do Stanów Zjednoczonych) i został ogierem czołowym w jej stadninie.
W tym momencie kariera Skowronka nabrała rozpędu. Wygrywał on wiele czempionatów i pokazów (Islington 1921, Londyn 1922, Royal Show Londyn 1922, Richmond Royal Show 1924). Opisywany był jako „najczystsza, starodawna i najautentyczniejsza krew Arabii”, a Wentworth pisała o nim jako najwspanialszym koniu w historii Anglii. Cena jego stanówki osiągała cenę 500 funtów, a potomstwo eksportowano do Stanów Zjednoczonych po cenie co najmniej 5000 dolarów.
Skowronek padł w lutym 1930 roku w wieku 22 lat. Jego szkielet został przekazany do British Museum.

## Budowa i wygląd
Z racji pochodzenia był przedstawicielem rodu Saklavi. Był siwy, a z racji homozygoty całe jego potomstwo również. Wybitny polski hipolog, Witold Pruski, pisał o jego wyjątkowym „arabskim bukiecie”. Silnie przekazywał swojemu potomstwu urodę, szlachetność, arabską głowę, „bukiet” oraz łabędzią szyję. Mierzył 14,2 dłoni (147,32 cm).

## Pochodzenia
| Skowronek | Ibrahim  | Heijer  | -              | -                         |
| Skowronek | Ibrahim  | Heijer  | -              | -                         |
| Skowronek | Ibrahim  | Heijer  | -              | -                         |
| Skowronek | Ibrahim  | Heijer  | -              | -                         |
| Skowronek | Ibrahim  | Lafitte | -              | -                         |
| Skowronek | Ibrahim  | Lafitte | -              | -                         |
| Skowronek | Ibrahim  | Lafitte | Makbula        | Wazir                     |
| Skowronek | Ibrahim  | Lafitte | Makbula        | Makbula-El-Kebira         |
| Skowronek | Jaskółka | Rymnik  | Kortez         | Cercle                    |
| Skowronek | Jaskółka | Rymnik  | Kortez         | Gonta                     |
| Skowronek | Jaskółka | Rymnik  | Hama           | Kohejlan Abu-Argub or.ar. |
| Skowronek | Jaskółka | Rymnik  | Hama           | Caramba or.ar.            |
| Skowronek | Jaskółka | Epopeja | Derwisz or.ar. | -                         |
| Skowronek | Jaskółka | Epopeja | Derwisz or.ar. | -                         |
| Skowronek | Jaskółka | Epopeja | Lira           | Obejan-Maciuk             |
| Skowronek | Jaskółka | Epopeja | Lira           | Kreolka                   |

## Potomstwo
Jego potomstwo było ważnymi reproduktorami i filarami hodowli wielu krajów:
- Ajeeb (Węgry),
- Jalila, Namira, Nasieda, Reyna i Shelifa, (Hiszpania),
- Nahrawan i Rishwa (Brazylia),
- Naseem (ZSRR),
- Registan (Syria),
- Raktha (RPA),
- Nasirieh (Australia),
- Raffles, Raseyn, Rashwan, Crabbet Sura, Incoronata, Raida, Rifala, Rimini i Rossana (Stany Zjednoczone).

Do roku 1948 w amerykańskich księgach stadnych zarejestrowano 251 wnuków Skowronka. 
Ze względu na brak potomstwa w Polsce, nie wywarł on wielkiego wpływu na krajową hodowlę przedwojenną. Zmieniło to się w czasach powojennych za sprawą potomstwa wnuka Skowronka, Naseema, zakupionego przez stadninę w Tiersku (Kazachstan). Krew Skowronka przetrwała w Polsce dzięki jego wnukowi Negatwiwowi oraz prawnukom: Naborowi oraz Bandosowi (pradziadek Pianissimy).